# 春風亭与いち
春風亭 与いち（しゅんぷうてい よいち、1998年4月5日 - ）は、宮城県仙台市出身の落語家。本名∶角田 廉。出囃子は『八木山ベニーランドのテーマ』。

## 経歴
1998年4月5日、宮城県仙台市生まれ。宮城県仙台向山高等学校卒業。 
2017年3月、春風亭一之輔に入門。翌年1月21日、前座名「与いち」で前座となり、三遊亭歌つをとともに楽屋入り。
2021年3月上席に林家やま彦、林家きよ彦、三遊亭歌彦とともに二ツ目昇進。

## 芸歴
- 2017年3月∶春風亭一之輔に入門[1]。
- 2018年1月∶前座となる、前座名「与いち」[1]。
- 2021年3月∶二ツ目昇進[1]。

## 人物
- 同期の三遊亭歌彦と二人会を開いている。
- 父、角田秀晴は仙台圏で洋食店「ハチ」などを運営するオールスパイス（仙台市）の社長であり、与いち自身も高校時代に店舗でアルバイトをしていた。
- 落語協会二ツ目の勉強会「チャノマ」メンバー。

## メディア出演

### ラジオ
- 春風亭与いちの目指せ大看板!（2021年8月1日 - 、ラジオ3）毎週日曜日 10時から10時30分
- 小痴楽の楽屋ぞめき（2023年5月、NHKラジオ第一）- 月間アシスタント（立前座）